# Солер (тауншип, Миннесота)
Со́лер (англ. Soler) — тауншип в округе Розо, Миннесота, США. На 2000 год его население составило 104 человека.

## География
По данным Бюро переписи населения США площадь тауншипа составляет 94,3 км², из которых 94,3 км² занимает суша, водоёмов нет.

## Демография
По данным переписи населения 2000 года здесь находились 104 человека, 39 домохозяйств и 28 семей. Плотность населения — 1,1 чел./км². На территории тауншипа расположено 46 построек со средней плотностью 0,5 построек на один квадратный километр. Расовый состав населения: 96,15 % белых, 1,92 % афроамериканцев и 1,92 % коренных американцев. Испанцы или латиноамериканцы любой расы составляли 1,92 % от популяции тауншипа.
Из 39 домохозяйств в 33,3 % воспитывались дети до 18 лет, в 66,7 % проживали супружеские пары, в 2,6 % проживали незамужние женщины и в 28,2 % домохозяйств проживали несемейные люди. 23,1 % домохозяйств состояли из одного человека, при том 12,8 % из — одиноких пожилых людей старше 65 лет. Средний размер домохозяйства — 2,67, а семьи — 3,25 человека.
26,0 % населения — младше 18 лет, 9,6 % — в возрасте от 18 до 24 лет, 22,1 % — от 25 до 44, 29,8 % — от 45 до 64, и 12,5 % — старше 65 лет. Средний возраст — 39 лет. На каждые 100 женщин приходилось 153,7 мужчин. На каждые 100 женщин старше 18 приходилось 126,5 мужчин.
Средний годовой доход домохозяйства составлял 42 000 долларов, а средний годовой доход семьи — 46 250 долларов. Средний доход мужчин — 24 375 долларов, в то время как у женщин — 23 438. Доход на душу населения составил 16 078 долларов. За чертой бедности находились 2,9 % семей и 5,1 % всего населения тауншипа, из которых 18,8 % старше 65 лет.